# ماري لو جيبسن

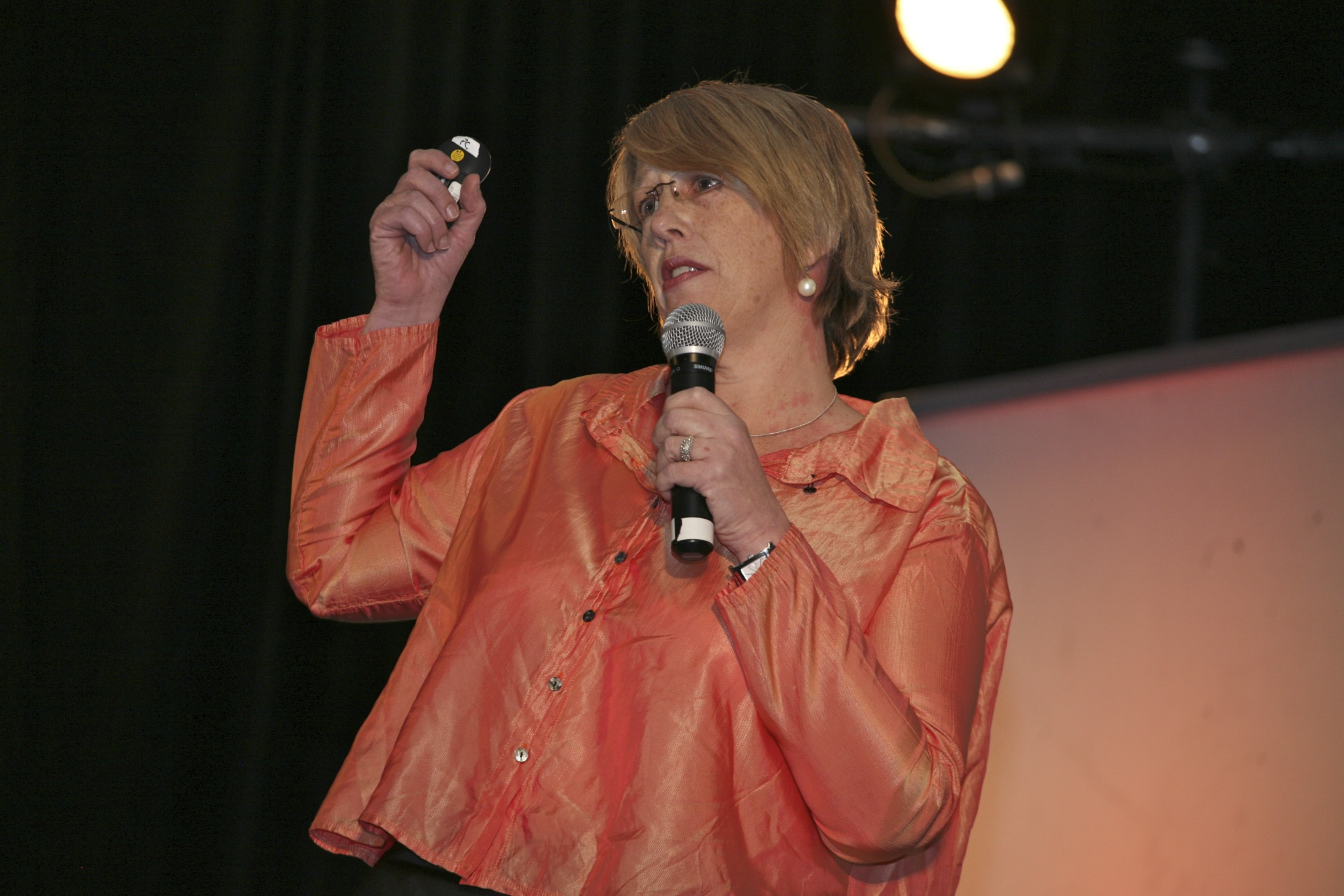
Mary Lou Jepsen at eTech in 2009.

ماري لو جيبسن (بالإنجليزية: Mary Lou Jepsen) (ولدت عام 1965) هي المؤسسة والرئيسة التنفيذية لشركة كي بكسل وهي شركة لتصنيع شاشات شاشة العرض البلوري السائل ذات التكلفة والطاقة المنخفضة للحواسيب المحمولة وكَانتْ الموظفةَ التقنيةِ الرئيسيةِ الأولى لـمحمول لكل طفل OLPC.

## النشأة والتعليم
درست جيبسن فن الاستديو والهندسة الكهربائية في براون، تلقت ماجستيرالعلوم في التصوير الثلاثي الأبعاد من Lab(مختبر وسائل الاعلام)MIT Media
ثم عادت إلى براون لإنهاء رسالة الدكتوراة في العلوم البصرية.
تم تبني مساهماتها عالمياً والتي كان منها، جهاز العرض على الرأس، وهو عبارة عن خوذة للعرض توضع على الرأس مزودة بشاشة للعرض مقابل العينين، ومنتجات جهاز العرض والاسقاط، و HDTV ودمجت عملها في الدكتوراه حول تحليل الموجة المقرون مع العمل بالمختبر حيث أوجدت مقياس واسع وبروزات سطحية التي تخفف انعراج الضوء على الشبكية مع كريستالات سائلة لملئ الأخاديد مع كفاءة انحرافِ عاليةِ في الإضاءةِ الغيرِ مُسْتَقْطبةِ.
ابتكرت بعض أكبر شاشات العرض بالعالم. في كولوجن في ألمانيا بنت نسخة طبق الأصل عن المباني التاريخية التي كانت موجودة من قبل بشكل ثلاثي الأبعاد وابتكرت عرضاً ثلاثي الأبعاد عن كتلة المدينة. وأيضاً وضعت تصوراتها لحل مسائل هندسية أساسية من نماذج رياضية وحلت بعض مسائل الخدمات اللوجستية لتبتكر ما يمكن القول عنه أنه أكبر شاشة عرض مما قد نتخيل.
في عام 1989 شاركت في إنشاء أول نظام فيديو ثلاثي الابعاد في العالم في مختبر وسائل الاعلام MIT Media Lab حيث تم حساب بنية الصورة ثلاثية الابعاد بسعر الفيديو العادي، وتظهر على الشاشة العرض اليدوية
اوحى هذا النظام لفروع جديدة من الفيديو الثلاثي الابعاد، حيث انها تلقت العديد من الجوائز.
ساعدت مجال جيبسون الرائد متابعة عرض نظام اجهزة الإسقاط اللوحية حيث شاركت في تأسيس Microdisplay أول شركة كان لها الفضل في تطوير شاشات العرض الصغيرة
في عام 1995 عملت في منصب رئيس قسم التكنولوجيا حتى عام 2003

## انتل
كانت رئيسة قسم التكنولوجيا في قسم العرض في شركة إنتل وذلك من عام 2003 حتى نهاية عام 2004.

## محمول لكل طفل
في يناير/كانون الثّاني عام 2005, انضمت جيبسن لأنيكولاس نيغروبونتي لقيادة التصميم والتطوير في تصنيع أجهزة الكمبيوتر المحمول وكانت الموظفة الوحيدة لـمحمول لكل طفل OLPC على مدى السنة الأولى كاملة وفي نهاية عام 2005 كانت قد أكملت البنية الأولية، وأنهت تطوير النموذج الأول (الذي كشف النقاب عنه الامين العام للامم المتحدة كوفي قمة للامم المتحدة ووقعت بعض من أكبر الشركات المصنعة في العالم لإنتاج XO-1 وبحلول نهاية عام 2007 كانت قد قادت من خلال التطوير الكمبيوتر المحمول وإلى حجم الإنتاج الضخم.
لهذا المشروع بالذات اخترعت جيبسون تكنولوجيا الكمبيوتر المحمول للعرض والقراءة في ضوء الشمس وشاركت في اختراع نظام إدارة الطاقة المنخفضة، حيث أدت هذه الاختراعات إلى ارتفاع معدل حجم الإنتاج الضخم بسرعة.
هو اقل استهلاك للطاقة من غيره والأكثر صداقة للبيئة من غيره من الحواسيب المحمولة XO الحاسب المحمول يمكن لهذا الحاسب الحفاظ على تحمل 5 قدم وتوسيع نطاق الشبكة السلكية من خلال سماحية الاشارات من حاسوب محمول إلى حاسب محمول اخر.

## بيكسل كيو أي
بعد ثلاث سنوات مع محمول لكل طفل أي في بدايات 2008 تركت العمل معهم لتبدأ مع شركة ربحية هي Pixel Qi لتسوق لبعض التقانات التكنولوجية التي اخترعتها في محمول لكل طفل.
العمل في شركة بيكسيل كيو أيتمركز على مفهوم الشاشة التي هي أكثر عنصر مهم في أي موبايل.

## Solve for X
ماري لو جيبسن واحدة من أوائل المساهمين في مشاريع Solve for X الخاص بشركة غوغل وقد كانت فكرتها عين الاعتبار التصويري "Imaging the Mind's Eye".

## الجوائز
رشحت مجلة تايم Time Magazine جيبسن لتكون بين المئة الأكثر تأثيراً في العالم وذلك في عام 2008 لعملها في اختراع الحاسوب المحمول.
ربحت جيبسن ميدالية ايدوارد لاند لعام 2011 من المجتمع البصري وقد سميت مرات عديدة لتكون في قائمة «الأوائل» في الحساب من قبل شركة السرعة ومجلة «اللاب توب» و Fast Company and Laptop Magazine
وأيضاً IEEE Spectrum وغيرهم.
وقالت انها «شخصيات قصص الابطال الخارقين» لعمدة مطعم وبار «كارنيجي» في تايبيه، تايوان
وقد قالت: «لقد جئت هنا فقط بصدق للطعام».

## الحياة الشخصية
تزوجت جيبسن بجون باتريك كونور ريان شريكها رسمياً في مجموعة مونيتور Monitor Group
عانت في عام 1995 من ورم الغدة النخاعية واستأصلته وبالتالي هي تعاني من قصور نخامي شامل ويتطلب ذلك نظاماً من الهرمونات البديلة والتي تتعاطها مرتين يومياً